# Io t'ho incontrata a Napoli (film)
Io t'ho incontrata a Napoli è un film del 1946 diretto da Pietro Francisci.
Il soggetto del film prende spunto dal successo avuto dalla canzone omonima (già interpretata da Alida Valli nel film La vita ricomincia, uscito alcuni mesi prima) composta da Hoagy Carmichael durante la sua permanenza a Napoli nel 1945, con parole dell'italoamericano John Forte e il testo italiano di Deani e Marcella Rivi.
John Forte fu anche uno dei due autori del soggetto del film.

## Trama
Romantico incontro nella Napoli del 1944, ancora ferita per il passaggio della guerra, tra un ufficiale statunitense e una ragazza, aspirante attrice Angelina; i due ripercorrono la storia della città attraverso alcune canzoni sceneggiate, che hanno per protagonista la giovane napoletana, alla fine i due si innamorano e dopo il matrimonio partono per l'America dove l'ufficiale, produttore cinematografico tornerà al suo lavoro con al fianco la moglie promettente protagonista di film.

## Produzione
La pellicola è ascrivibile al filone dei melodrammi sentimentali, comunemente detto strappalacrime (in seguito indicato dalla critica con il termine neorealismo d'appendice), allora molto in voga tra il pubblico italiano; fu prodotta da Ulisse Siciliani titolare della casa di produzione Edi Film in collaborazione con la Cei-Incom.

## Distribuzione
Il film venne distribuito nelle sale cinematografiche italiane il 20 aprile del 1946.

## Incassi
Incasso accertato a tutto il 31 dicembre 1952, 64.800.000 lire dell'epoca.